# Autodifesa della Repubblica Polacca
Autodifesa della Repubblica Polacca (in polacco Samoobrona Rzeczpospolitej Polskiej - SRP) è stato un partito politico polacco di orientamento nazionalista e ruralista di sinistra fondato nel 1992 da Andrzej Lepper e dissoltosi nel 2012.

## Storia
Il partito si presenta per la prima volta in occasione delle elezioni parlamentari del 1993, quando ottiene il 2,7% dei voti senza conseguire alcun seggio. Alle successive elezioni parlamentari del 1997, il partito crolla allo 0,1% dei voti.
In seguito, dopo una forte campagna elettorale accompagnata anche da blocchi stradali, l'ampia notorietà acquisita dal suo leader permise a SPR di ottenere il 10,5% dei voti alle elezioni parlamentari del 2001, riuscendo a conseguire 53 seggi. Il partito attua una politica di sostegno ora all'Alleanza della Sinistra Democratica, ora all'opposizione di Piattaforma Civica.
Alle elezioni parlamentari del 2005, il partito accresce i propri consensi, arrivando all'11,4% dei voti e 56 seggi. L'SRP decide di sostenere il nuovo governo guidato da Diritto e Giustizia e Lepper viene nominato ministro dell'agricoltura. Nel luglio 2007, tuttavia, Lepper viene accusato di corruzione, rassegna le dimissioni da ministro e ritira il sostegno al governo, che si ritrova senza maggioranza parlamentare. Le accuse a Lepper penalizzano fortemente il partito, che, alle elezioni parlamentari del 2007, crolla all'1,5% dei voti non eleggendo alcun deputato.
Nel 2010 alcuni attivisti del partito danno vita ad una distinta formazione politica, "Nasz Dom Polska – Samoobrona Andrzeja Leppera" (Polonia Patria Nostra - Autodifesa di Andrzej Lepper), poi ridenominata "Samoobrona" (Autodifesa).
Nell'agosto 2011 Lepper viene trovato morto nella sede del partito a Varsavia.
In occasione delle elezioni parlamentari del 2011, la formazione costituitasi nel 2010 si presenta in alcuni collegi conseguendo solo lo 0,1% dei voti.
Nel 2012 SRP si dissolve, mentre "Samoobrona" prosegue la propria attività politica.

## Ideologia
SRP è membro del gruppo dei non iscritti. SRP si caratterizza per una politica molto vicina alla componente agricola del paese ed alle sue istanze sociali (Ruralismo) e ad un marcato isolamento internazionale, non condividendo né l'ingresso nella UE, né il sostegno alla NATO.

## Risultati elettorali
| Elezione          | Elezione     | Voti      | %     | Seggi    |
| ----------------- | ------------ | --------- | ----- | -------- |
| Parlamentari 1993 | Sejm         | 383.967   | 2,78  | 0 / 460  |
| Parlamentari 1997 | Sejm         | 10.073    | 0,08  | 0 / 460  |
| Parlamentari 2001 | Sejm         | 1.327.624 | 10,20 | 53 / 460 |
| Europee 2004      | Europee 2004 | 656.782   | 10,78 | 6 / 54   |
| Parlamentari 2005 | Sejm         | 1.347.355 | 11,41 | 56 / 460 |
| Parlamentari 2007 | Sejm         | 247.335   | 1,53  | 0 / 460  |
| Europee 2009      | Europee 2009 | 107.185   | 1,46  | 0 / 50   |
| Samoobrona        |              |           |       |          |
| Parlamentari 2011 | Sejm         | 9.733     | 0,05  | 0 / 460  |
| Europee 2014      | Europee 2014 | 2.729     | 0,04  | 0 / 50   |
| Parlamentari 2015 | Sejm         | 4.266     | 0,03  | 0 / 460  |